# Francisco Chiarello
Francisco Chiarello  fue un guionista argentino de cine y teatro.

## Carrera
Gran escritor y guionistas, Francisco Chiarello se lució durante la época de oro del cine y el teatro argentino y del tango. Compuso decenas de obras teatrales como El metejón, Ko Ko Ro Ko (1931) con Carlos Casaravilla, Hortensia Arnaud, Roberto García Ramos y Raquel Suárez, el sainete lírico La música del riachuelo (1932), Casa de departamentos (conventillo de cuello duro) (1939), y Todo el mundo está empeñado (y ha perdido la boleta) (1940) . También dirigió su propia compañía teatral en las que se exponían muchas de sus obras, junto a un elenco destacado en las que figuraban, entre otras figuras, María Esther Paonessa, Olinda Bozán, Francisco Charmiello y José Ramírez.
En cine escribió los guiones de películas como Por buen camino (1935) con Olinda Bozán y Paquito Busto, Retazo (1939) junto a Paulina Singerman (de la que hizo la adaptación de la novela de Darío Nicodemi) y Melodías de América (1942) con José Mojica y Silvana Roth.